# 평양 날파람
《평양 날파람》은 북한에서 제작된 김시준 감독의 2006년 영화이다. 리룡훈 등이 주연으로 출연하였다.

## 출연

### 주연
- 리룡훈
- 김혜경

### 조연
- 리윤수
- 유혜경
- 김명일
- 남룡우
- 김원일
- 최영호
- 리성광

## 기타
- 미술: 강혁남
- 미술: 황준혁
- 미술: 리종철
- 미술: 리철수